# 調換兒

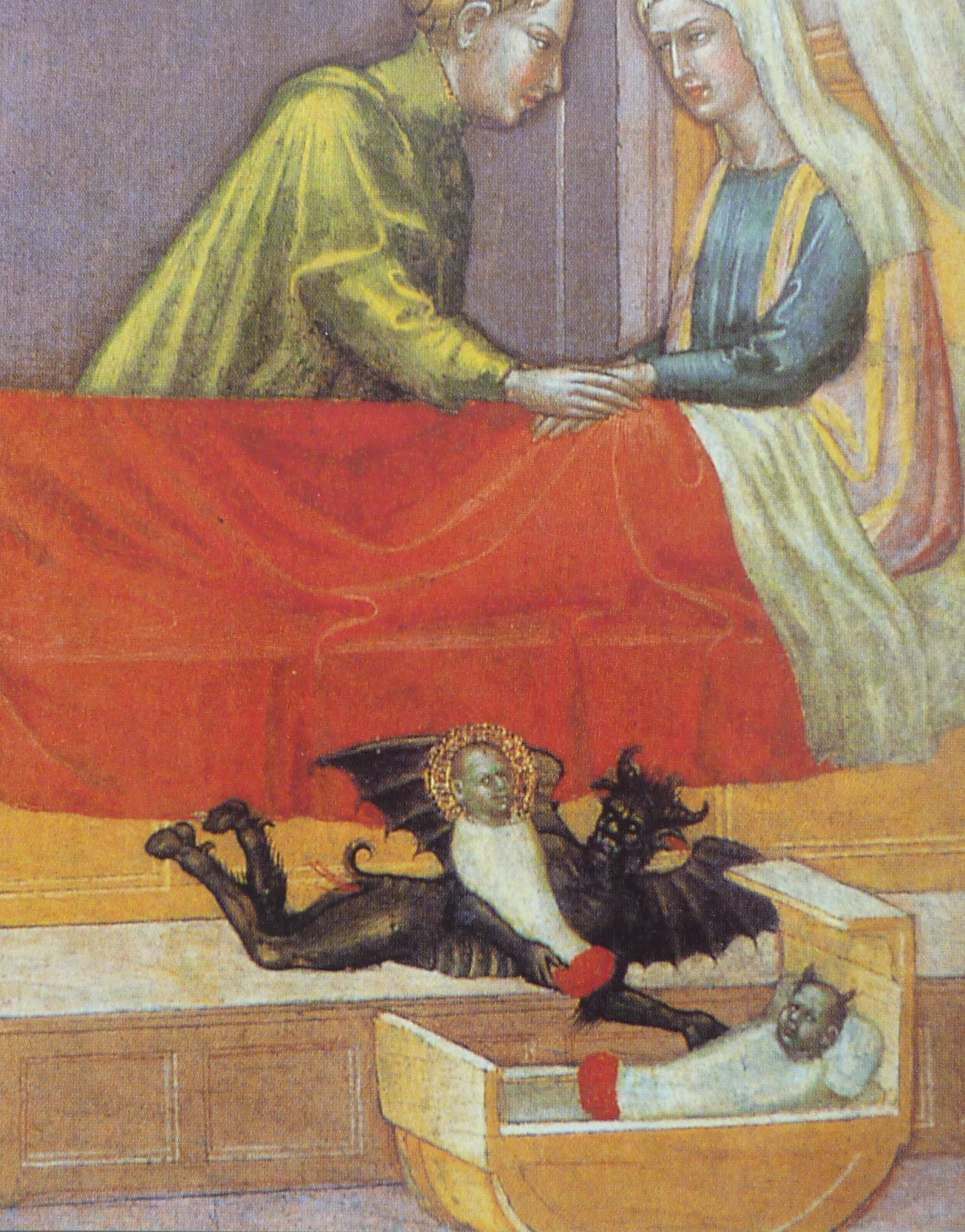
調換兒偷走一名嬰兒

調換兒是一種在西歐民俗傳說和信仰中的生物。牠們經常被描述為妖精（fairy）、巨怪（troll）、精靈（elf）或其他傳說生物的後代，被秘密地以人類嬰孩的身份留在人類家庭中；調換兒亦可能由一段被施法的木頭幻化而成，但會很快衰弱至死。「調換兒」一詞有時亦可用來指被掉包的人類嬰孩。「調換兒」這個主題在中世紀文學中很常見，反映了當時的人對於罹患未知疾病或是智能不足孩子的關注。
人類嬰孩之所以會被帶走有以下幾個原因：將人類嬰孩當做僕人、對人類嬰孩的喜愛或純粹的惡意；一般通常認為是妖精換走了孩子。有一些挪威民間故事認為調換嬰兒最主要的目的是要避免近親繁衍，讓妖精和人類兩個種族都能注入新血統；作為回報，人類可以得到具有怪力的孩子。在極罕見的案例中，妖精一族的長者會與人類的嬰孩調換身分以享受舒適的生活及人類父母的愛寵。在孩子睡覺的地方留下一些簡易的護身符，像是裡外反轉的外套或是打開的鐵剪刀，就可以避免牠們靠近；持續在孩子身邊監視也是一個辦法。要擺脫調換兒，最好的方法是讓牠們發笑。這樣牠們的父母就會被迫領回調換兒並留下原本的嬰孩。

## 調換嬰兒的目的
有些人相信巨怪會帶走未受洗的孩童；一旦孩子受過洗禮成為基督教會成員之一，巨怪就無法帶走他們；另有一說是被人類養育長大對於巨怪而言是一件很時髦的事，所以牠們才會想要把自己的孩子交給人類撫養。
人類孩童與年輕女子的美貌，尤其是金髮這個特質，對妖精而言是無法抵抗的吸引力。
在蘇格蘭民間傳說中，人類的孩童被用來代替妖精的孩童作為獻給惡魔的貢禮，最為人所知的故事記載於英雄譚林（Tam Lin）的敘事歌謠中。除此之外，根據蘇格蘭神話，如果一個孩子生下來整張臉都被胎膜包覆住，那他一定是一個調換兒，且必死無疑。
有些民俗學家相信調換兒的故事其實是衍生自歐洲多處居民為入侵者所迫而四處躲藏的歷史記憶。換句話說，掉換嬰兒的事件曾經在真實生活中發生；躲藏的人會將他們自己病得奄奄一息的孩子和入侵者的健康孩子掉包。

## 與調換兒相關的中世紀民間傳說

### 康瓦爾郡史前巨石群（Mên-an-Tol）
傳說英國康瓦爾郡的史前巨石群由一群能奇跡治癒各種疾病的妖精或是小精靈看守著。偶爾會有邪惡的小精靈把人類的嬰兒掉包，此時孩子的母親只要讓調換兒穿過史前巨石的石圈就能逆轉邪惡的咒語，並把自己真正的孩子帶回身邊。

### 愛爾蘭
在愛爾蘭，嬰兒不可受到過度關注，因為這種態度會使還在妖精法力控制下的年幼嬰孩陷入危險。對其他人（尤其是身體健全或面貌俊美的人，以及新娘和新手媽媽）說仰慕或者羨慕的話語同樣很危險，所以最後必須再給對方一些祝福。愛爾蘭人相信把調換兒放進火裡，牠們就會被燒得竄進煙囪裡並交還人類的孩子。也有故事敘述女妖精帶著人類的孩子到人類母親的家裡，並說其他妖精把她們的孩子掉包了，想要把自己的孩子換回來。有些時候調換兒並不是被掉包的妖精孩童，而是年老的妖精被帶到人類的世界等死。
調換兒的故事在愛爾蘭某些地區最久一直持續到1895年都還有人深信不疑；就在這一年，布莉姬‧克利里（Bridget Cleary）的丈夫因為認為他真正的妻子被綁架，而在他身邊的妻子其實是個調換兒，所以把她殺害了。

### 蘇格蘭低地區和英格蘭北部
在盎格魯蘇格蘭邊界地區，人們普遍相信精靈（或妖精）住在精靈山丘（妖精山丘）上。牠們能將小孩或甚至是成人偷偷拐走，並將他們帶回自己的世界亞爾夫海姆。在此地流傳的調換兒故事中，妖精奪取了人類嬰兒後會讓一個妖精（通常是成年男妖精）扮成嬰兒的模樣留下讓人類母親哺育。妖精們會好好對待真正的人類嬰孩，孩子長大後也會成為妖精的一員，然而另一方面妖精扮成的調換兒則會逐漸對人類生活感到不滿和厭煩。許多藥草、藥膏和種子都可被用來使妖精現出原形和防備牠們的不良意圖。
此地流傳著一則故事，一個人類母親懷疑她的孩子已經被調換兒掉包了，後來她的懷疑被證明為事實無誤，因為有一天當她的鄰居衝進她家大喊：「快出來看看！那邊的妖精山丘起火啦！」，假扮成孩子的妖精就立刻跳了起來，大叫：「苦死我也！我妻和我兒如何是好？」，然後就從煙囪裡竄出去了。

## 外部連結
- D. L. Ashliman's Changelings page at University of Pittsburgh （页面存档备份，存于）